# Остров сокровищ (фильм, 1934)
«Остров сокровищ» (англ. Treasure Island) — американский чёрно-белый приключенческий фильм 1934 года. Одна из многочисленных экранизаций одноимённого романа (1883) Роберта Льюиса Стивенсона. В фильме снялись Уоллес Бири, Лайонел Берримор и Джеки Купер в роли Джима Хокинса.

## Сюжет
Сюжет фильма не сильно отличается от оригинального романа.
Джим Хокинс и его мать содержат небольшую гостиницу «Адмирал Бенбоу» неподалёку от Бристоля. Однажды в ней появляется загадочный постоялец с рундуком, которого зовут Билли Бонс. Спьяну он хвастается, что там у него хранятся драгоценности. Вскоре его посещает не менее загадочная личность по кличке «Чёрный Пёс», затем «Слепой Пью», после визита которого Бонс от сильного душевного волнения и от злоупотребления ромом умирает от удара. В рундуке Джим обнаруживает карту острова, где зарыты сокровища капитана Флинта. Мальчик показывает документ другу семьи, доктору Ливси, и тот решает собрать команду и отправиться в плавание на поиски клада.
В команду, пронюхав о путешествии, попадает опасный пират одноногий Джон Сильвер и его дружки. Хотя Бонс и просил Джима опасаться «человека на одной ноге», мальчик и Сильвер заводят дружбу. В пути происходят несколько «несчастных случаев», выводящих из строя преданных Ливси моряков, и те начинают подозревать Сильвера и его дружков. Окончательно убеждается в предательстве Джим, подслушав планы Сильвера и его людей о захвате карты, клада и корабля, когда судно уже стоит на рейде Острова сокровищ. Той же ночью доктор Ливси, капитан Смоллетт, сквайр Трелони и преданные им моряки, предупреждённые мальчиком, перебираются на остров, где запираются в укреплённом форте. На острове Джим встречает Бена Ганна, бывшего пирата из команды Флинта, которого бросили здесь умирать. Бен за истекшее время нашёл сокровища капитана.
Утром пираты идут на штурм форта, требуя отдать им карту. Капитан Смоллетт расставляет людей по бойницам и во время перестрелки и рукопашной схватки убивают семь пиратов. Но двое слуг сквайра погибают, капитан Смоллетт ранен в плечо. Тем временем Джим угоняет корабль, отводя его в другую бухту, а когда возвращается в форт, обнаруживает, что его уже заняли пираты: они договорились с доктором и сквайром, отпустив их на свободу в обмен на карту. Сильвер не даёт пиратам убить попавшего к ним в лапы Джима. На следующее утро пираты отправляются выкапывать сокровище, но тайник уже пуст, начинается мятеж против Сильвера, и в этот момент атакует команда доктора Ливси.
Корабль с сокровищами благополучно отправляется домой, Сильвер взят под стражу. Джим освобождает своего одноногого друга, и тот обещает начать новую жизнь, без убийств и грабежей.

## В ролях
- Уоллес Бири — Джон Сильвер
- Джеки Купер — Джим Хокинс
- Лайонел Берримор — Билли Бонс
- Льюис Стоун — капитан Александр Смоллетт
- Найджел Брюс — сквайр Джон Трелони
- Отто Крюгер — доктор  Дэвид Ливси
- Чик Сэйл — Бен Ганн
- Дороти Петерсон — мать Джима

### Пираты
- Уильям Монг[англ.] — «Слепой Пью»
- Чарльз Макнотон — «Чёрный пёс»
- Дугласс Дамбрилл — Израэль Хэндс
- Эдмунд Брис — Джоб Андерсон
- Олин Хоуленд — Джордж Мерри
- Эдвард Поли — Уильям О’Брайен
- Гарри Кординг — Генри (в титрах не указан)

## Премьерный показ в разных странах[3]
- США — 8 августа 1934
- Дания — 26 декабря 1934
- Финляндия — 20 января 1935; 1 января 1973 (ре-релиз)
- Франция — 8 февраля 1935
- Португалия — 7 января 1936